# Willem Fick
Willem Adriaan Joseph Marie Fick (Oosterhout, 20 maart 1887 – Den Haag, 25 februari 1971) was een Nederlands jurist en vicepresident van de Hoge Raad der Nederlanden.

## Biografie
Fick werd geboren te Oosterhout als zoon van tabaksfabrikant en gemeenteraadslid Petrus Cornelis Fick en diens vrouw Adriana Catharina Antonia Smits. Hij studeerde rechten aan de Universiteit Utrecht van 1905 tot 1910, waar hij op 15 maart 1910 in de rechten promoveerde op stellingen; op 18 december 1914 promoveerde hij nogmaals, ditmaal in de staatswetenschappen (eveneens op stellingen). Op 3 september 1912 trouwde hij te Den Haag met Bernardina Henriëtte Maria Mastboom. In 1912 werd hij ambtenaar bij het Openbaar Ministerie in Haarlem. In 1919 werd hij benoemd tot rechter bij de Rechtbank Breda en in 1927 tot rechter bij de Rechtbank Den Haag.
Op 24 november 1930 werd Fick aanbevolen voor benoeming tot raadsheer in de Hoge Raad, ter vervulling van een vacature die was ontstaan door het overlijden van Johannes Vitus van Dijck. De Tweede Kamer nam de aanbeveling ongewijzigd over en de benoeming volgde op 10 december 1930. Na het leeftijdsontslag respectievelijk overlijden van de voor de oorlog zittende vicepresidenten Kosters en Taverne werd Fick in 1946 benoemd tot vicepresident, samen met Nicolaas van den Dries.
Hij bleef vicepresident tot zijn ontslag wegens het bereiken van de 70-jarige leeftijd op 1 april 1957; in die functie werd hij opgevolgd door Johannes van der Meulen. Hij overleed op 83-jarige leeftijd in zijn woonplaats Den Haag.